# 古今亭志ん生 (初代)
初代 古今亭 志ん生（ここんてい しんしょう、文化6年（1809年）（逆算） - 安政3年12月26日（1856年1月21日））は、幕末期に活躍した江戸の落語家。俗称・清吉。俳名・寿耕。通称「八丁荒らしの志ん生」。
小玉屋権左衛門家に丁稚奉公をした後、文政期から初代三遊亭圓生の弟子になり初代三遊亭圓太の名で噺家になった。
のちに初代立花屋圓蔵と圓生の名跡でを争って敗れたため失意の結果旅に出たとされる。1847年に帰京し四谷忍原亭で「古金亭真生」の名を披露したが、1836年には既に「古金亭志ん生」で名乗っており、弘化期には「新生」、嘉永期では「真生」を名乗ることもあった。また「しん生」と表記していた事もあったという。
人情咄を得意とした、得意演目には「お初徳兵衛浮き名の桟橋」「お富与三郎」「小猿七之助」などがありいずれも劇化され8代目市川團十郎が演じ評判になった。「九州吹戻し」は鈴々舎馬風から2両2文で譲り受けたといわれ、そのうまさは誰も真似できなかった、そのため後に三遊亭圓朝は弟子に一切演じるのを禁じた。
俳句も良くし「送り火や飛びつく螽追ひながら」の句を残している。
顔にはあざがあったとされ、また片目か片足が不自由でかごに乗って寄席通いをしたと伝わっている。墓所は墨田区本久寺。

## 門下
- 初代蝶花楼馬楽
- 2代目古今亭志ん生

## 参考資料
- 諸芸懇話会、大阪芸能懇話会共編『古今東西落語家事典』平凡社、ISBN 458212612X